# Пилот (Клиент всегда мёртв)
«Пилот» (англ. Pilot; также назван «Клиент всегда мёртв» (англ. Six Feet Under)) — пилотный эпизод американского драматического телесериала «Клиент всегда мёртв». Его премьера состоялась в США по кабельной сети HBO 3 июня 2001 года. Сценаристом и режиссёром эпизода стал создатель сериала, Алан Болл.

## Сюжет
В канун рождества 2000 года, в главу семьи, Натаниэля Фишера (Ричард Дженкинс), владельца похоронного бюро "Фишер и сыновья", за рулем его нового катафалка врезается автобус. Его уход бросает его ближайших родственников в эмоциональный хаос, по мере того, как они пытаются смириться со своим горем. Смерть Натаниэля возвращает в дом его старшего сына Нейта (Питер Краузе), надеявшегося отдохнуть, перед тем как вернуться в Сиэтл. В самолете он встречается и вступает в интимную связь с Брэндой Ченовит (Рэйчел Гриффитс). Младший сын Дэвид (Майкл Си Холл) пытается скрыть свою настоящую сексуальную ориентацию и своего бойфренда Кита (Мэттью Сент Патрик) от семьи. У супруги Натаниэля, Рут (Фрэнсис Конрой) есть свои секреты, в то время как её единственная дочь и самый младший ребенок в семье, Клэр (Лорен Эмброуз), впервые пробует метамфетамин перед тем, как узнать о случившемся с её отцом. Тем временем, членов семьи посещает фантом Натаниэля, который заставляет столкнуться с их переживаниями о жизни и смерти.

## Производство
Эрик Бальфур должен был только быть представлен как "доставщик мета Клэр" для пилота шоу, но режиссёр Алан Болл нашёл его химию настолько удовлетворительной с Лорен Эмброуз, что его роль была разработана в персонажа Гейба Димаса. Аналогично, роли Дины Уотерс и Гэри Хершбергера были только указаны как "Болтливый маразматик" и "Представитель Kroehner", чьи роли были разработаны в Трейси Монтроуз Блэр и Мэттью Гиларди, соответственно, и они получили повторяющиеся роли.

## Реакция
Пилотный эпизод был встречен весьма позитивно и получил несколько наград и номинаций. Создатель сериала Алан Болл получил премию «Эмми» за лучшую режиссуру драматического сериала на 54-й церемонии вручения премии, а эпизод получил номинации за лучшую работу художника-постановщика в сериале, лучший грим в сериале, лучший монтаж в сериале и лучший монтаж звука в сериале. Алан Болл также получил премию за лучшие режиссёрские достижения в драматическом сериале от Гильдии режиссёров США на церемонии вручения премии в 2001 году.